# 08/15 (Дюссельдорф)
08/15 — ультраправая рок-группа из Дюссельдорфа (Северный Рейн-Вестфалия, Германия), известная в 1990-е годы.

## История
Группа была образована в 1991 году. Названа в честь лёгкого немецкого пулемёта MG 08/15 времён Первой мировой войны. Наибольшего успеха для правой рок-сцены[что?] группа достигла в 1996—1997 годах, гастролируя как в пределах страны так и за рубежом. Группа подвергалась регулярной жёсткой критике как в немецком обществе так и в СМИ, поскольку на её концертах слушатели скандировали ксенофобские, антисемитские и национал-социалистические кричалки.
В качестве параллельного проекта члены группы участвовали в рок-группе «Рабочий класс» (Arbeiterklasse), выпустившей два компакт-диска. Кроме того, певец группы «08/15» Инго Вольф (Ingo Wolff) выступал с правоэкстремистскими балладами, в том числе на партийных мероприятиях НДПГ. C 1997 года он вошёл в рок-группу «Лающие собаки» (Barking Dogs). Сверх того, два члена группы выручали английскую группу Brutal Attack неонацистской музыкальной промоутерской сети Blood and Honour. Рок-группа 08/15 распалась примерно в 2000 году.

## После распада
Гитарист Оливер Подяский оставил рок-группу раньше её распада и основывал в Касселе новую правую группу Hauptkampflinie. В 2010 году, спустя год после распада «Переднего края обороны», Подяский по собственному заявлению дистанцировался от ультраправой сцены, о чём написал в антифашистский блог oireszene.blogsport.de. А Инго Вольф остался активным членом «Лающих собак».

## Особо
Группу 08/15 не следует путать с похожими по названию рок-группой Elektronik-/NDW-Band 08/15 и группой NA15 из австрийского Айзенштадта.

## Дискография
- Odins Sohn Demos 93+94 (1994) (Сын Одина Демос).
- Die Schonzeit ist vorbei (1994) (Лучшее время прошло).
- Stinkende Zecke (1995) (Вонючий клещ).
- Septembertag (1995) (Сентябрьский день).
- Zorn der Götter (1996) (Гнев богов).
- Ruin (1996) (Разорение).
- Live — echt extrem (1996) (Жить — настоящий экстрим).
- Unsterblich (1998) (Бессмертный).
- Historie (1999) (История).
- Stoppt den Wahnsinn (2000) (Остановить безумие).
- Es war das Vaterland (2002) (Это было отечество).
- Rock’n’Roll Hammerfest (2003) (Мощный праздник рок-н-ролла).